# Harry Pitt
Harry Pitt   (Greets Green, 3 de juny de 1914 - Ednaston, 8 d'octubre de 2005) va ser un matemàtic anglès.
Pitt va ser escolaritzat a diferents escoles dels voltants de Birmingham. Va obtenir una beca per a fer els estudis de grau al Peterhouse de la universitat de Cambridge (1932-1935) on va continuar la seva recerca fins al 1939, fent una estança (1937-38) a la universitat Harvard. Des de 1939 fins a 1942 va ser professor a la universitat d'Aberdeen i el 1942, amb la Segona Guerra Mundial, va començar a treballar pel Ministeri de l'Aire fins que es va acabar la guerra. El 1945, acabada la guerra, va ser nomenat professor de la universitat Queen's de Belfast i el 1950 va passar a la universitat de Nottingham. El 1964 va deixar la recerca acadèmica per a pasar a l'administració acadèmica en ser nomenat vicecanceller (càrrec semblant al de Rector) de la universitat de Reading, càrrec en el qual es va retirar el 1979.
Abans de deixar la recerca, havia publicat una trentena d'articles científics, la major part de ells sobre teoremes tauberians, però també en els camps de l'anàlisi matemàtica i de la teoria de la probabilitat. El seu llibre Tauberian Theorems (1958) es va convertir en un clàssic en la matèria durant molts anys.